# Пурнаварман
Шри Пурнаварман — царь раннесредневекового западнояванского государства Таруманагара, правивший в середине — второй половине V века. Исторически первый яванский правитель, надписи которого сохранились до наших дней.

## Надписи Пурнавармана. Происхождение
В настоящее время известно 7 сохранившихся надписей на санскрите (письменность «Раннее Паллава»), прославляющих тарумского царя Пурнавармана. Большинство этих высеченных на камнях фраз и изображений были обнаружены в западной части острова Ява в XIX веке. В 1949 году в русле реки Чидангхъянг на самом западе Явы была найдена ещё одна надпись. Согласно палеографическим данным, надписи датируются серединой — второй половиной V века и являются самыми древними из сохранившихся письменных источников по истории Явы. Три из семи надписей Пурнавармана остаются неизданными, две из неизданных надписей вообще нечитаемы. Три надписи (из Чи-Арутён, Джамбу и русла реки Чидангхъянг), помимо текста, изображают отпечатки стоп царя Пурнавармана, одна надпись (из Кебон-Копи) — отпечатки лап его слона. Надпись из Тугу повествует о прорытии канала (реки Гомати). Часть надписей (из Чи-Арутён, Тугу и Кебон-Копи) имеют стихотворный размер шлока, другая часть (из Джамбу) — срагдхара.
Основываясь на данных топонимики, советские исследователи Д. В. Деопик и М. А. Членов установили, что по своему происхождению Пурнаварман был малайцем.

## Титулы и эпитеты
В наскальной надписи из Чи-Арутён Пурнаварман именуется «владыкой земли» (avanipati) и «царём (indra) города (nagara) Тарумы». Здесь же шаги «великолепного» Пурнавармана сравниваются с двойным шагом бога Вишну. В надписи из Джамбу он назван «великолепным дарителем, благодарным, несравненным... царём (narapati), который (правил) в Таруме, по имени Шри Пурнаварман, обладавшим знаменитым панцирем, непроницаемым для стрел многочисленных врагов», а надписи из Кебон-Копи — «сильным победами царём (indra) Тарумы», слон которого «подобен Айравате», а в надписи из Тугу — «сильным прекрасными качествами, сделавшимся обладателем царских (narendra) знаков».

## Царство Пурнавармана
Содержание надписей Пурнавармана свидетельствует о хорошем знании индийской культуры: названия рек (каналов) в надписи из Тугу соответствуют названиям североиндийских рек Чандрабхага и Гомати, упоминаемых в ведах и пуранах, кроме того, в текстах фигурируют брахманы, индийские божества Вишну и Индра, а также слон Индры Айравата; в надписях используется мера длины с индийским названием дхану («лук»). По мнению К. Холла, Пурнаварман использовал индийскую культурную традицию, в частности вишнуизм, для «укрепления легитимности своей власти и подъема своего магического статуса над статусами дружественных ему вождей». Показательным является сравнение стоп Пурнавармана со стопами Вишну, являвшимися символом обладания какой-либо территорией, в том числе, приобретённой мирным путём, что совпадало с древнеяванскими представлениями о ступнях как вместилище власти.
Очевидно, одним из направлений деятельности Пурнавармана было управление водными объектами вблизи царского поселения, расположенного между Тугу и современным портом Танджунг-Приок. Согласно надписи из Тугу, Пурнаварману удалось всего за 21 день прорыть канал длинной в 15 километров, связанный с руслом реки Гомати. По одной из версий, проведение канала было частью ирригационных работ, по другой — имело целью предотвращение частого затопления рекой района порта, для чего направление русла Гомати было изменено с северного на северо-восточное. По мнению Д. В. Деопика и Г. Г. Бандиленко, эти работы потребовали привлечения очень значительных людских ресурсов. Так или иначе, Пурнаварман осуществил некие масштабные работы, связанные с руслом реки Гомати, что потребовало достаточного уровня централизации его власти. Эти работы являются древнейшими из всех известных на о. Ява.
О политической организации царства Пурнавармана известно крайне мало. Пурнаварман пользовался царским титулом, определённую роль при нём играли брахманы, что свидетельствует о наличии социального и имущественного неравенства в управляемом им обществе (на это указывает и дарение царём брахманам тысячи коров, о чём говорится в надписи из Тугу) и о приверженности царя брахманистским ритуалам. В сохранившихся текстах отсутствует упоминание каких либо сановников или чиновников Пурнавармана, однако содержатся нечёткие указания на его родственников — надпись из Тугу говорит о «старшем родственнике Пинабаху» и «укреплённом лагере деда царственного мудреца», что свидетельствует о наследственном и клановом характере власти Пурнавармана. В надписях упоминаются населённые пункты, обозначаемые словами nagara («город»), purī («город, крепость, цитадель») и śibira («укреплённый лагерь»). В царстве Пурнавармана велось летоисчисление — надпись из Тугу датирует прорытие канала реки Гомати 22-м годом его правления.